# Klub boraca
 Ovo je glavno značenje pojma Klub boraca. Za film iz 1999. pogledajte Klub boraca (1999).
Klub boraca je roman američkog autora Chucka Palahniuka; objavljen je 1996. i prvi je njegov roman.  Priču govori neimenovani pripovjedač koji svoje nezadovoljstvo modernom konzumerističkom kulturom liječi stvaranjem tajnog borilačkog kluba.  1999. režiser David Fincher je po romanu snimio istoimeni film koji je postao vrlo uspješan i pretvorio priču u fenomen popularne kulture.  

## O romanu
Roman je nastao kao proširenje kratke priče koja je kasnije postala šesto poglavlje. Po objavljivanju 1996. je dobio pozitivne ocjene i neke nagrade, ali nije postao posebno popularan.  Ipak je pronašao put do Hollywooda, gdje ga je 1999. ekranizirao David Fincher. Film ispočetka nije bio posebno uspješan, a i kritike su bile različite, no stekao je poklonike i popularnost mu je naglo porasla s izlaskom DVD-izdanja. Zahvaljujući tome i roman je doživio nova izdanja, a Palahniuk je postao slavan.  
Za pisanje autor nije bio inspiriran nikakvim stvarnim klubom boraca, inspiraciju je dobio zahvaljujući tučnjavama u kojima je prije sudjelovao.  Palahniuk je u više intervjua naglasio da klub poput onoga u romanu ne postoji iako su mu neki čitatelji prijavili da su slični klubovi postojali i prije njegovog objavljivanja, a neki su nastali i pod njegovim utjecajem.  Neki drugi događaji iz knjige su inspirirani autorovim iskustvima: volontirao je u bolnici s terapijskim grupama, član je Cacophony Society, grupe koja izvodi razne psine u javnosti, a mnogi likovi su bazirani na njegovim poznanicima i prijateljima.  

## Likovi
- Pripovjedač: Ime glavnog lika nijednom se ne spominje, vjerojatno da bi se naglasilo da on može biti bilo koji moderni čovjek.  Neki za njega koriste ime Jack koje on spominje u filmu kada govori iz perspektive unutrašnjih organa Jacka (u knjizi: Joe) dok čita časopise.  Pripovjedač je psihički nestabilna osoba, otuđen, frustriran poslom i načinom života; u početku to uzrokuje nesanicu, a kasnije i neke ozbiljnije poremećaje.
- Tyler Durden: Durden je karizmatični umjetnik i proizvođač sapuna; uz to radi i razne druge poslove kako bi se zabavljao psinama koje pri tome izvodi.  Žestok je kritičar konzumerističkog društva, anarhoprimitivist i nihilist.
- Marla Singer: Marla je depresivna čudakinja koju pripovjedač upoznaje na sastancima terapijskih grupa gdje se ona lažno predstavlja.  Postupno se njezin odnos s Tylerom i pripovjedačem dodatno zakomplicira.
- Robert "Bob" Paulson: Bob je bivši bodybuilder kojeg pripovjedač upoznaje ne grupi oboljelih od raka testisa.  Bobovi zdravstveni problemi su nastali zbog upotrebe steroida i hormonalnog poremećaja koji je uzrokovao rast grudi.  Nakon napuštanja grupe, pripovjedač ga kasnije opet susreće u klubu.

## Radnja
Pripovjedač romana je bezimeni uredski radnik u automobilskoj kompaniji koji mrzi svoj posao i način života.  Suvremeni konzumerizam je i njime zavladao i učinio da ga zaokuplja kupovanje namještaja, odjeće i drugih materijalnih dobara.  Egzistencijalna kriza i česta poslovna putovanja kroz vremenske zone, uzrokovala su kroničnu nesanicu.  Doktor kojemu je otišao zbog nesanice upućuje ga da posjeti neku terapijsku grupu teško oboljelih da vidi što je prava patnja; sudjelujući na sastancima pod lažnim identitetom uspijeva se isplakati i tako liječiti nesanicu.  Uskoro postaje ovisan o posjetima raznim grupama i sprijateljuje s jednim članom, Bobom, ali se istovremeno suočava s Marlom Singer, još jednom prevaranticom sličnom njemu.  Marlu uskoro zamrzi i dogovara se s njom oko vremena posjeta kako se ne bi susretali na sastancima.
U to vrijeme upoznaje i Tylera Durdena, neobičnog čovjeka koji radi razne slabo plaćene poslove i zabavlja se psinama koje pri tome čini.  Budući da je pripovjedaču iste večeri stan uništen u eksploziji, kontaktira Tylera i traži smještaj kod njega.  Tyler pristaje, no u zamjenu traži od njega da ga što jače udari.  Isprva neodlučan, on to i čini, a njihova tučnjava privlači pažnju muškaraca iz obližnjeg bara.  Uskoro razni muškarci nezadovoljni svojim životima ulaze u kluba boraca koji je Tyler stvorio.  Klub postaje neka vrsta terapijske grupe gdje tučnjavom liječe svoje frustracije.  
Tyler i pripovjedač se naseljavaju u osamljenoj ruševnoj kući.  Tyler uskoro spašava Marlu od samoubojstva nakon čega se upuštaju u vezu koja iritira pripovjedača.  Istodobno popularnost kluba raste, povećava se članstvo i nastaju ogranci u drugim gradovima.  Tyler je žestoki antikonzumerist, nihilist i anarhoprimitivist te uskoro počinje regrutirati predane članove kluba u novu organizaciju (naziva ih svemirski majmuni) okupljenu oko Projekta Kaos koji za cilj ima napadanje konzumerističkog društva.  Organizacija ima oblik militarističkog kulta okupljenog oko neprikosnovenog vođe Tylera; iako su im planovi nejasni, konačni cilj im je rušenje moderne civilizacije.  Broj članova i simpatizera sve više raste.
U početku pripovjedač sudjeluje u projektu, ali ga uskoro počinju brinuti Tylerove destruktivne aktivnosti i namjere.  Posebno se zabrine nakon što Bob bude ustrijeljen u jednoj operaciji te se odlučuje suprotstaviti.  Suočavanjem s Tylerom otkriva da je Tyler zapravo on: pati od poremećaja identiteta i njegovom tijelu postoje dvije osobe.  Dok se pripovjedač suočavao s vlastitom egzistencijalnom krizom, u njegovom umu se formirala nova ličnost koja je nudila odgovore na probleme koji ga muče.  Neodređene i snažne emocije, koje je doživio kad je na susretima grupa upoznao Marlu, konačno su pustile Tylera u život.  Njegovi prijašnji slučajevi nesanice su također bili vezani uz Tylera jer kad bi pripovjedač mislio da spava zapravo bi njime upravljao Tyler pa bi zato kasnije uvijek osjećao umor; on je također uzrokovao i eksploziju u stanu.  Tyler je planirao postupno preuzeti pripovjedačev um, polako ga pretvarajući u osobu što sličniju sebi.  
Pripovjedač saznaje da svemirski majmuni planiraju eksplozivom raznijeti zgradu pri čemu bi trebali oštetiti Nacionalni muzej; u tom napadu bi se Tyler žrtvovao postajući tako mučenik Projekta Kaos.  Pripovjedač odlučuje spriječiti ih.  Usput se miri s Marlom i objašnjava joj cijelu situaciju.  Konačno se suočava s Tylerom na vrhu zgrade koja treba biti uništena; tada se pojavljuje i Marla koja je u pomoć dovela i neke članove bivše pripovjedačeve terapijske grupe.  
Na kraju pripovjedač uspijeva savladati Tylera, ali očekuje da će eksplodirati bombe i ubiti ga.  No bombe se pokazuju kao neispravne, jer pripovjedač nije znao dobar recept za njihovu pripremu pa je zato i Tyler pogriješio. Držeći pištolj kojim su si on i Tyler međusobno prijetili, odlučuje se na svoju prvu samostalnu odluku: gura si pištolj u usta i puca.  Nakon nekog dužeg vremena budi se u umobolnici iako je potpuno dezorijentiran i sam vjeruje da je u raju.  Marla ga redovito posjećuje, a članovi Projekta Kaos zaposleni u umobolnici obavještavaju ga da se planovi o rušenju civilizacije i dalje odvijaju po planu te da očekuju njegov povratak…

## Tema i motivi
Glavna tema romana je nezadovoljstvo i besmisao ljudskog života u komercijalnoj i konzumerističkoj kulturi.  U više navrata Palahniuk ističe dosadu i besmislenost takvog načina života.  Posebnu pažnju posvećuje položaju muškarca i muškosti u modernom društvu. Glavni likovi se žale na nedostatak očinske ličnosti u vlastitom životu, kao i općenito u generaciji muškaraca koje su odgojile žene jer su im očevi napustili obitelj ili nisu imali dovoljno vremena da joj se posvete.  Mnogi čitatelji u romanu pronalaze elemente klasne borbe protiv poretka, ali i težnje patrijarhalnom načinu života; Palahniuk je komentirao da je tema svih njegovih knjiga «usamljena osoba koja traži način da se poveže s drugim ljudima».
Osim socijalne i psihološke knjiga ima i naglašenu filozofsku tematiku, zamjetan je egzistencijalistički naglasak i utjecaj Nietzschea.  Likovi pokušavaju nekako pronaći smislenost u životu, žele biti zamijećeni makar i po zlu; u jednom navratu govore o tome kako je bolje privući pozornost Boga po zlom djelovanju nego je ne privući uopće jer je i božja mržnja bolja od njegove ravnodušnosti.  Po Tyleru, moderni čovjek nema nikakvog mjesta i značenja u povijesti te ga je i Bog napustio.  Iz toga proizlazi i njegova želja za kaosom i uništavanjem.
Mnogi su kritizirali knjigu zbog navodnog promicanja autodestruktivnog ponašanja, nasilja i mizoginije; obožavatelji ipak ističu da pripovjedač na kraju odbacuje te ideje i da ih tako sam autor osuđuje.  Neki su opazili i homoerotične elemente (Palahniuk je 2003. priznao da je homoseksualac).  

## Vanjske poveznice
- Chuck Palahniuk.Net section for Fight Club  Arhivirana inačica izvorne stranice od 7. srpnja 2005. (Wayback Machine)